# 도야마 미쓰루
도야마 미쓰루(일본어: 頭山 満, 1855년 5월 27일 ~ 1944년 10월 5일)는 대아시아주의의 입장에서 운동을 펼친 일본 제국의 국가주의 사상가이다.

## 생애
대외론에서는 일본의 해외 진출을 호소해 구미 열강 제국과의 불평등 조약 개정 문제에 대해서는 강경 주장을 폈고, 일찍부터 대 러시아 동지회에 참가해 러일전쟁 개전론을 주장했다. 김옥균이나 쑨원, 라스 비하리 보스 등 일본에 망명한 혁명 활동가들을 원조했다.
1881년, 하코다 로쿠스케, 히라오카 고타로 등과 현양사를 설립했다.

## 참고 문헌
- 마츠모토 켄이치, 「도야마 미쓰루의 「장소」」, 분게이슌주, 1996년 10월
- 아시즈 우즈히코(葦津珍彦),「대아시아주의와 도야마 미쓰루」, 일본 교우분사
- 요미우리 신문 서부 본사 편, 「도야마 미쓰루와 현양사」, (해조사), 2001년 10월

## 같이 보기
- 범아시아주의
- 학교법인 고쿠신칸
- 미야자키 도텐
- 히라오카 고타로
- 우치다 료헤이 (정치활동가)
- 오가와 헤이키치
- 우메야 쇼키치
- 유메노 규사쿠
- 구즈 요시히사
- 낭인회
- 고쿠스이카이